# Homerova koronární operace
Homerova koronární operace (v anglickém originále Homer's Triple Bypass) je 11. díl 4. řady (celkem 70.) amerického animovaného seriálu Simpsonovi. Scénář napsali Gary Apple a Michael Carrington a díl režíroval David Silverman. V USA měl premiéru dne 17. prosince 1992 na stanici Fox Broadcasting Company a v Česku byl poprvé vysílán 14. října 1994 na stanici ČT1.

## Děj
Poté, co Marge varuje před nebezpečím nezdravého jídla, pocítí Homer bolesti na hrudi, které se druhý den ráno opakují. Marge mu nabídne k snídani ovesnou kaši, ale on si vybere vajíčka se slaninou a pak jede do práce. Během jízdy slyší nepravidelný tlukot, ale domnívá se, že nejde o srdeční problém, nýbrž o závadu na převodovce. Zastaví na čerpací stanici, kde mu mechanik řekne, že je to pravděpodobně jeho srdce. Potěšený Homer odjíždí. V práci pan Burns křičí na Homera za špatnou práci a vyhrožuje mu vyhazovem. Homer se zhroutí k zemi s infarktem, ale probere se poté, co Burns řekne Smithersovi, aby vdově poslal šunku. Když se dozví, že je naživu, Burns k Homerově zděšení zásilku zruší. 
Homer skončí v nemocnici, kde ho navštíví Marge, když během stříhání kupónů s Patty a Selmou zjistí, co se stalo. Doktor Dlaha Homerovi oznámí, že potřebuje trojitý bypass, který ho bude stát 30 000 dolarů. Když se to dozví, dostane Homer další infarkt, což zvýší cenu operace na 40 000 dolarů. Marge se snaží najít způsob, jak operaci zaplatit, a požádá Homera, aby využil zdravotní pojištění poskytované jadernou elektrárnou, ale Homer jí řekne, že zaměstnanci se vzdali zdravotního pojištění kvůli hracím automatům. Homer jde do pojišťovny Veselá vdova, kde popírá, že má zdravotní problémy, ovšem těsně před podpisem pojistky dostane infarkt. Marge a Homer si nemohou dovolit operaci v nemocnici, a tak uvidí reklamu na doktora Nicka Rivieru, neschopného lékaře, jenž provede jakoukoli operaci za 129,95 dolaru. Homer si uvědomí, že nemá jinou možnost, a rozhodne se využít levnějších služeb. 
Těsně před operací sleduje doktor Nick, který není obeznámen se zákrokem, nahrávku instruktážního videa, ale důležité momenty operace jsou nahrazeny talk show. Během operace si doktor Nick uvědomí, že neví, co má dělat. Líza, jež operaci sleduje, využije své znalosti kardiologie a doktoru Nickovi pomůže. Operace je úspěšná a Homer se uzdravuje.

## Produkce
S nápadem na díl přišel James L. Brooks, který přišel s myšlenkou, že Homer dostane infarkt. Scenáristé však s tak těžkým tématem nesouhlasili. Epizodu nenapsal žádný člen stálého štábu seriálu, nýbrž nezávislí scenáristé Gary Apple a Michael Carrington, kteří byli najati Brooksem kvůli tomu, že seriál po skončení třetí řady trpěl vyčerpaným týmem scenáristů a zbývající členové se o díl nechtěli starat. Carrington se postaral o hlasovou výpomoc v pozdějších epizodách, jako například Svatého Valentýna (jako Sideshow Raheem), Homer a Apu (jako komik) a Homer slouží vlasti (jako Homerův instruktor). Apple a Carrington se rozhodli, že chtějí scénu, ve které Líza a Bart navštíví Homera před jeho operací, a nebyli si jisti, jak ji udělat, proto oslovili Brookse, jenž celou scénu na místě vymyslel. Původně měl operaci provést doktor Dlaha, ale později to bylo změněno na doktora Nicka. V původním vysílání epizody bylo telefonní číslo doktora Nicka číslem skutečné kliniky, jejíž právníci donutili štáb změnit ho na 1-600-DOCTORB.
Produkční štáb epizody se rozhodl, že David Silverman dokáže díl udělat vtipný, a tak byl vybrán, aby jej režíroval. Šel do toho „naplno“ a snažil se, aby Homerovy grimasy byly co nejvtipnější, aby epizoda měla alespoň trochu odlehčený tón. Silverman přidal několik speciálních prvků, například když Homer zažije zážitek mimo své tělo, jeho noha se stále dotýkala jeho těla, aby naznačila, že není mrtvý.
Epizoda měla končit tím, že Homer po operaci jí na nemocničním lůžku pizzu a Marge se ptá zdravotní sestry, odkud pizza pochází. To odráží dřívější retrospektivní scénu, ve které děda Simpson sleduje Homera jako nemluvně, jak v nemocnici žvýká kousek pizzy. Z obavy, že by se zlehčoval nezdravý životní styl, který infarkt způsobil, epizoda místo toho končí návštěvou rodiny u Homera, jenž se zotavuje na jednotce intenzivní péče.

## Kulturní odkazy
Úvodní pasáž dílu je parodií na americký televizní pořad COPS. Byla přidána později, protože epizoda byla příliš krátká, aby měla požadovanou délku 22 minut. Když Homer předvádí Líze a Bartovi loutkové představení s ponožkami, používá Akbara a Jeffa, což jsou postavy z týdenního komiksu Matta Groeninga Life in Hell. Homer sleduje dům, jenž byl rodným domem Edgara Allana Poea a který do epizody umístil David Silverman. Během této scény začne Homer slyšet tlukot srdce, což je odkaz na Poeovo Zrádné srdce. Scéna, v níž Homer jako chlapec zpívá v kostele, vychází z filmu Říše slunce.

## Přijetí
V původním vysílání se díl umístil v týdnu od 14. do 20. prosince 1992 na 16. místě ve sledovanosti s ratingem 14,3 podle agentury Nielsen, což odpovídá přibližně 13,2 milionu domácností. V tom týdnu se jednalo o nejsledovanější pořad na stanici Fox, který předstihl pořad Ženatý se závazky.
Warren Martyn a Adrian Wood, autoři knihy I Can't Believe It's a Bigger and Better Updated Unofficial Simpsons Guide, díl označili za „varovný příběh, který dává doktoru Nickovi největší šanci zazářit“. Server IGN poznamenal, že epizoda „představila fanouškům jednoho z nejroztomilejších herců v pozadí seriálu, doktora Nicka“. Krustyho hláška „Tohle není make-up.“ je jednou z oblíbených hlášek Simpsonových Matta Groeninga.